# Serafim Joaquim de Alencastre
Serafim Joaquim de Alencastre (Rio Pardo, 1809 - ) foi um militar e poeta brasileiro.
Filho do brigadeiro Antônio Joaquim de Alencastre, participou da Guerra da Cisplatina, tendo sido preso no combate de Sarandi. Conseguiu fugir no levante de prisioneiros, ao cruzar o rio Paraná, voltando a Montevidéu, em 29 de março de 1826.
Ficou do lado republicano na Revolução Farroupilha, tendo sido deputado constituinte e ministro da Guerra e Marinha da República Rio-Grandense. Escreveu a primeira versão do Hino Rio-Grandense (hino farroupilha), depois substituída pela de Francisco Pinto da Fontoura.
Com o fim da revolução voltou às fileiras do exército.
Em sua homenagem, a cidade de São Paulo batizou uma de suas ruas com o seu nome.
Em 1855 foi membro fundador e primeiro Venerável Mestre da Loja Maçônica Progresso da Humanidade em Porto Alegre estado do Rio grande do Sul.